# Pirujärvi
Pirujärvi är en sjö i Gällivare kommun i Lappland och ingår i Råneälvens huvudavrinningsområde.